# Kalvträsket (Burträsks socken, Västerbotten)
Kalvträsket är en sjö i Skellefteå kommun i Västerbotten och ingår i Rickleåns huvudavrinningsområde. Sjön har en area på 1,3 kvadratkilometer och ligger 253 meter över havet. Sjön avvattnas av vattendraget Sikån.

## Delavrinningsområde
Kalvträsket ingår i det delavrinningsområde (717885-169081) som SMHI kallar för Utloppet av Kalvträsket. Medelhöjden är 270 meter över havet och ytan är 10,59 kvadratkilometer. Räknas de 32 avrinningsområdena uppströms in blir den ackumulerade arean 243,71 kvadratkilometer. Sikån som avvattnar avrinningsområdet har biflödesordning 2, vilket innebär att vattnet flödar genom totalt 2 vattendrag innan det når havet efter 105 kilometer. Avrinningsområdet består mestadels av skog (53 procent) och sankmarker (17 procent). Avrinningsområdet har 1,36 kvadratkilometer vattenytor vilket ger det en sjöprocent på 12,8 procent.